# Václav Souček
Václav Souček (17. ledna 1941 – 25. dubna 2022) byl český novinář, publicista moderátor, konferenciér a příležitostný zpěvák. Známý byl jako redaktor Českého rozhlasu Hradec Králové a moderátor folkové skupiny Lokálka.
Působil jako redaktor regionálního studia Českého rozhlasu v Hradci Králové, v jehož vysílání měl vlastní pořad Glosa Václava Součka. Původně byl zaměstnanec továrny na piana. Začínal jako zpěvák a moderátor skupiny Lokálka (od ledna 1974), publicista, konferenciér festivalu Porta i dalších folkových festivalů. Působil jako porotce trampské literární soutěže Trapsavec (1984), držitel ocenění Zlatá Porta (1986) – „za zásluhy o rozvoj žánru“.
V roce 2005 spolu s Jiřím Fraňkem a Adamem Černým získal Cenu Ferdinanda Peroutky.